# Cédric Pineau
Cédric Pineau (Migennes, 8 de mayo de 1985) es un exciclista profesional francés que corrió por el equipo FDJ. Debutó como profesional a finales del 2006 con el equipo francés Agritubel.
El 26 de agosto de 2017 anunció su retirada tras 11 años como profesional tras competir en la París-Bourges.
Su victoria más importante como profesional fue la París-Troyes de 2010. Es hijo del antiguo ciclista profesional Franck Pineau.

## Palmarés
2010
- París-Troyes
- 1 etapa del Tour de Bretagne-Trophée des Granitiers

## Resultados en Grandes Vueltas
| Carrera | Carrera         | 2007 | 2008 | 2009 | 2010 | 2011 | 2012  | 2013  | 2014  | 2015  | 2016 | 2017 |
| ------- | --------------- | ---- | ---- | ---- | ---- | ---- | ----- | ----- | ----- | ----- | ---- | ---- |
|         | Giro de Italia  | —    | —    | —    | —    | —    | —     | —     | —     | 121.º | —    | —    |
|         | Tour de Francia | —    | —    | —    | —    | —    | 133.º | —     | 102.º | —     | Ab.  | —    |
|         | Vuelta a España | —    | —    | —    | —    | —    | —     | 103.º | 77.º  | —     | —    | —    |

—: no participa

Ab.: abandono

## Equipos
- Agritubel (2006)[2]
- Roubaix Lille Métropole (2007)
- Ag2r-La Mondiale (2008-2009)
- Roubaix Lille Métropole (2010)
- FDJ (2011-2017)
  - FDJ (2011)
  - FDJ-Big Mat (2012)
  - FDJ (2013-2017)